# 1910
1910 (MCMX) fou un any començat en dissabte.

## Esdeveniments
Països Catalans

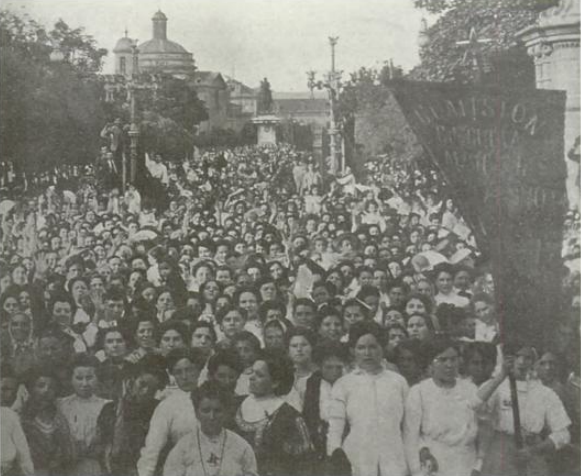
Fotografia al Parc de la Ciutadella de la manifestació de dones convocada per Ángeles López de Ayala, el 10 de juliol de 1910, a favor de l'educació laica.

- 10 de juliol, Barcelona: se celebra una de les primeres manifestacions feministes de la història, convocada per la Sociedad Progresiva Femenina.[1]
- 30 d'octubre, Barcelona: Fundació de la CNT (Confederació Nacional del Treball), sindicat anarquista del moviment obrer català.[2]
- 17 de desembre, Barcelona: S'inaugura al Petit Moulin Rouge, actualment conegut com El Molino.
- Els fets de la Setmana Tràgica permeten la consolidació d'una alternativa sindical que es concreta amb la constitució de la Confederació Regional del Treball de Catalunya.

Resta del món
- 10 de febrer, Espanya: José Canalejas ocupa per primera vegada la presidència del Consell de Ministres.
- 8 de març, Madrid: Reial Ordre del Ministeri d'Instrucció Pública que permet per primer cop la matriculació d'alumnes dones en tots els centres docents.[3]
- 23 d'abril, Brussel·lesː S'inaugurà l'Exposició Universal, amb obres d'art, científiques, productes agrícoles i industrials.[4]
- 5 de maig: un incendi destrueix la fàbrica de cotxes DeWitt Motor Company.
- 31 de maig - Sud-àfrica: es va crear la Unió de Sud-àfrica a partir de les colònies del Cap i de Natal, i les repúbliques de l'Estat Lliure d'Orange i Transvaal.
- Emma Goldman comença a parlar públicament a favor dels drets dels homosexuals. Posteriorment, Magnus Hirschfeld va escriure "va ser la primera i única dona, de fet la primera i única nord-americana, que va assumir la defensa de l'amor homosexual davant el gran públic."[5]

### Premis Nobel
| Camps                 | Guardonats                         |
| --------------------- | ---------------------------------- |
| Física                | - Johannes Diderik van der Waals   |
| Química               | - Otto Wallach                     |
| Medicina o Fisiologia | - Albrecht Kossel                  |
| Literatura            | - Paul Heyse                       |
| Pau                   | - Oficina Internacional per la Pau |

## Naixements
Les persones nascudes el 1910 faran 115 anys durant el 2025: entre les personalitats destacades hi ha l'activista alcudià Bausset i el pilotari Emili Revert, «el Xiquet de Llanera».
Països Catalans
- 16 de gener, Castellserà: Aurèlia Pijoan Querol, activista política i metgessa catalana, primera regidora de la Paeria de Lleida (m. 1998).[6]
- 1 d'abril, Barcelona: Rosa Leveroni i Valls, escriptora catalana.[7]
- 3 d'abril, Barcelona: Adela Piera Escofet, gimnasta i pionera de l'esport femení a Catalunya (m. 2008).[8]
- 10 d'abril, Sant Andreu de Palomar, Barcelona: Antònia Pich i Santasusana, pianista, violinista, professora de música i escriptora (m. 1990).[9]
- 11 de maig, Barcelona: Rosa Castelltort i Vila, atleta catalana, pionera de l'atletisme femení a Catalunya (m. 2009).[10]
- 10 de juliol, 
  - Lleida: Agnès Gregori Prunera, atleta catalana, pionera de l'esport lleidatà (m. 2007).[11]
  - Vacarissesː Antolina Boada, locutora de ràdio catalana a Ràdio Terrassa (m. 1997).[12]
- 18 de juliol, Lledóː Maria dels Àngels Vayreda i Trullol, escriptora catalana (m. 1977).[13]
- 21 de juliol, Puigverd d'Agramunt: Dolors Piera i Llobera, mestra i sindicalista catalana (m. 2002).[14]
- 29 de juliol, Barcelona: Maria Espinalt i Font, soprano catalana considerada una primera figura de l'escena estatal (m. 1981).[15]
- 6 d'agost, Argentona: Margarida Abril i Gonzàlez, sindicalista i política catalana (m. 2003).[16]
- 13 d'agost, Palma: Isabel Bauzà Tomàs, Bel Rollet, personatge popular de Palma (m. 1973).[17]
- 25 d'agost, Galesburg, Illinois: Dorothea Tanning, pintora, il·lustradora, escultora i escriptora estatunidenca (m. 2012).[18]
- 30 d'agost, Lleida: Màrius Torres, poeta català (m. 1942).
- 6 de setembre, Argelaguer, Garrotxa: Maria Oliveras i Collellmir, la primera metgessa anestesiòloga catalana (m. 2009).[19]
- 13 de setembre, València: María Teresa Andrés Blasco, música i compositora (m. 1992).[20]
- 16 de setembre, Palafrugell: Maria Aumacellas Salayet, nedadora, pionera en aigües obertes i entrenadora catalana (m. 1988).[21]
- 27 de setembre, Banyoles: Miquel Boixó, militant comunista que va lluitar a la Guerra Civil espanyola i la Segona Guerra Mundial.
- 30 de setembre, Sabadell, Província de Barcelona: Josep Torrella i Pineda, escriptor i historiador.
- 3 d'octubre, Sabadell: Miquel Crusafont i Pairó, paleontòleg (m. 1983).[22]
- 10 d'octubre - Barcelona: Júlia Coromines i Vigneaux, metgessa i psicoanalista catalana (m. 2011).
- 12 d'octubre, Terrassa: Margot Moles Piña, multiesportista catalana pionera, que feia atletisme, hoquei, natació i esquí (m. 1987).[23]
- 17 d'octubre, Júlia Coromines i Vigneaux, metgessa i psicoanalista catalana (m. 2011).[24]
- 30 d'octubre, Oriola, Baix Segura: Miguel Hernández Gilabert, poeta i dramaturg valencià (m. 1942).[25]

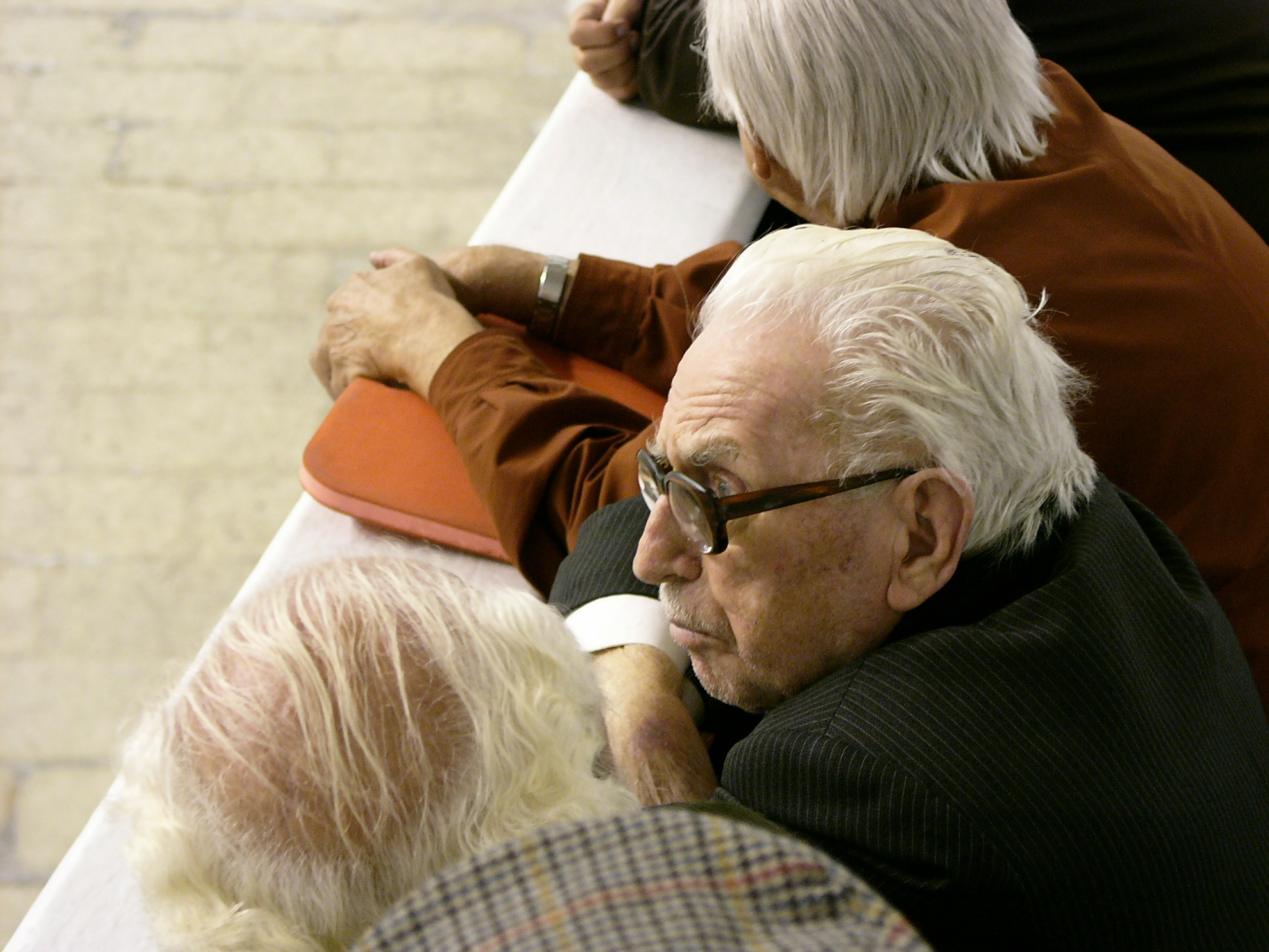
Bausset (m. 2012)
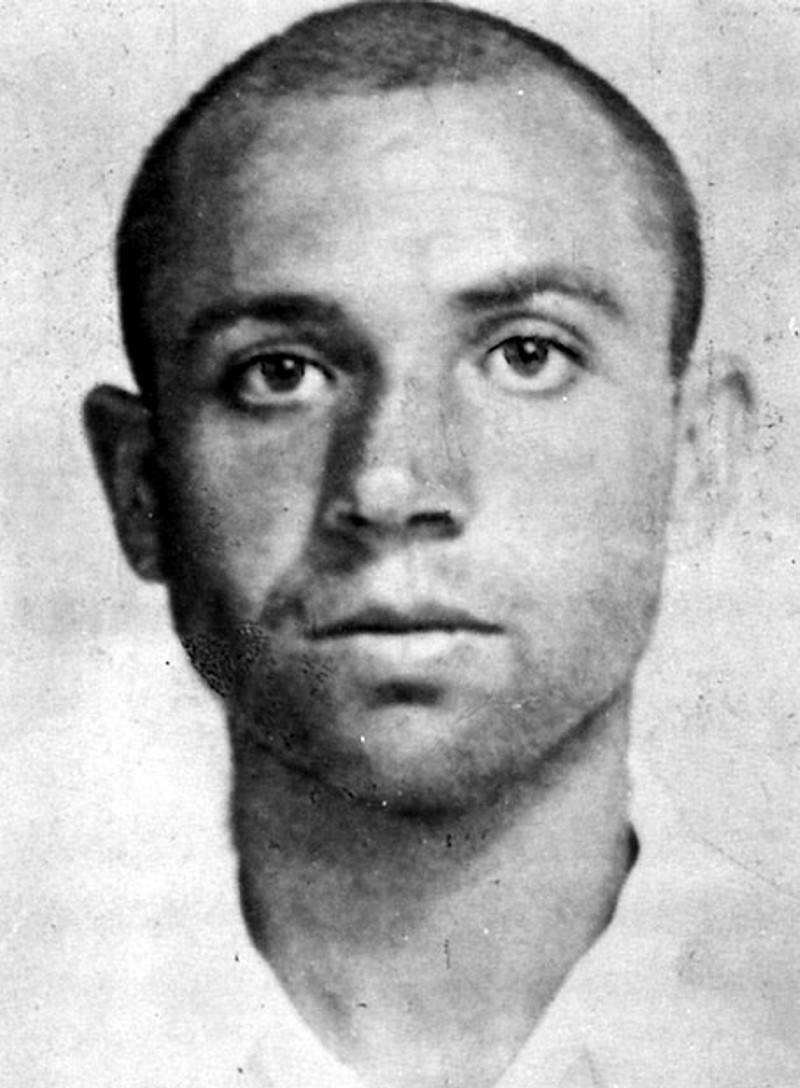
M. Hernández (m. 1942)
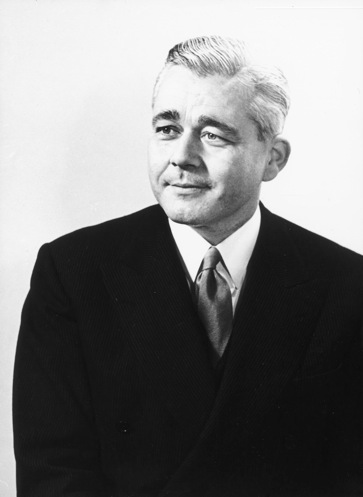
Vicens Vives (m. 1960)
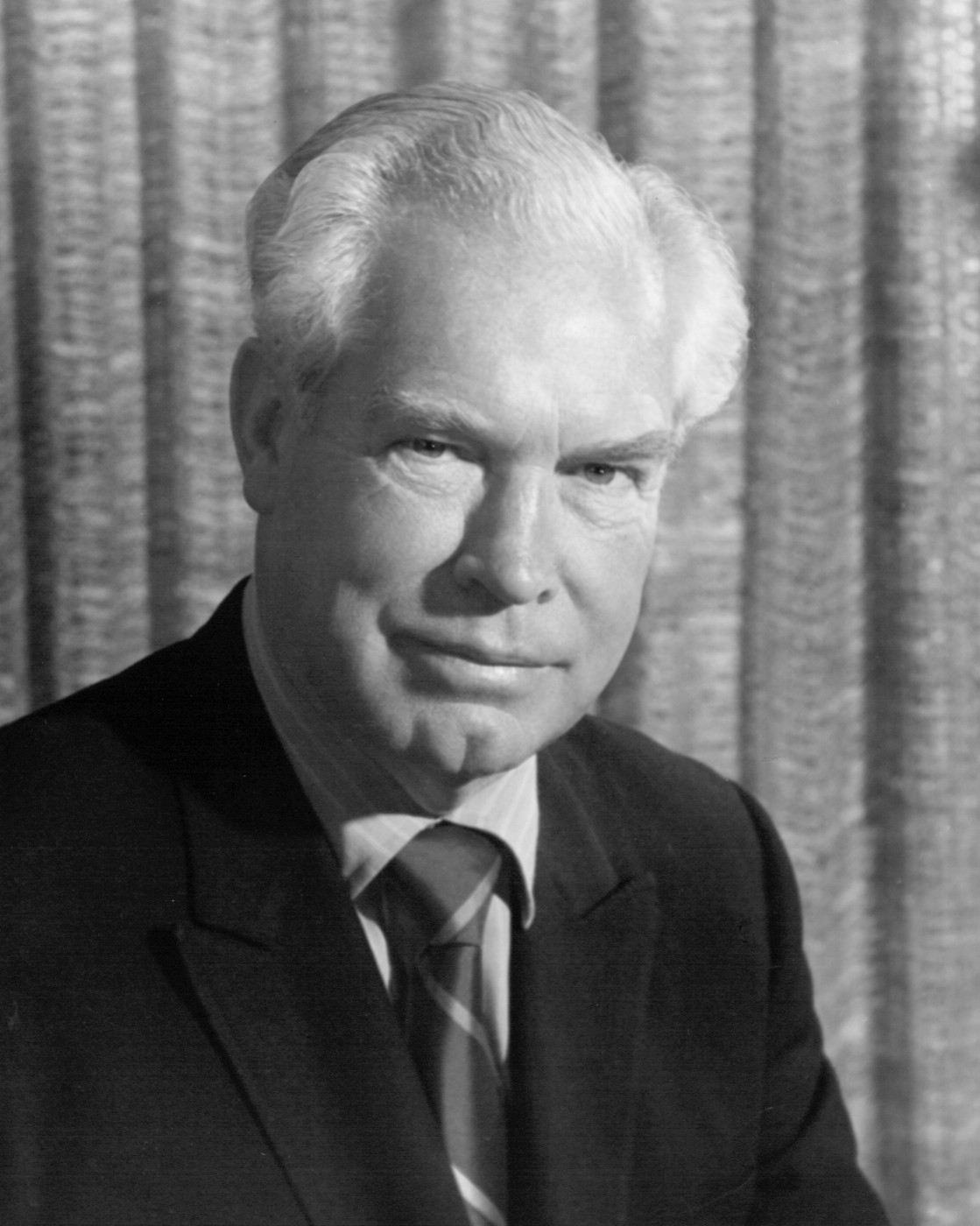
William Hanna (m. 2001)

Resta del món
- 8 de gener - Sant Petersburg: Galina Ulànova, llegendària ballarina russa (m. 1998).[26]
- 23 de gener - Liverchies, Pont-à-Celles, Valònia: Django Reinhardt, guitarrista de jazz (m. 1953).
- 7 de febrer - Toruń, Prússia Occidental: Elsa Thiemann, fotògrafa alemanya, alumna de la Bauhaus (m. 1981).[27]
- 9 de febrer, París (França): Jacques Monod, químic i bioquímic francès, Premi Nobel de Medicina o Fisiologia de l'any 1965 (m. 1976).
- 10 de febrer, Dinant, Bèlgica: Dominique Pire, religiós dominic belga, Premi Nobel de la Pau de 1958 (m. 1969).
- 15 de febrer, Otwock, Voivodat de Masòvia: Irena Sendler –l'àngel del Gueto de Varsòvia–, treballadora social i infermera polonesa (m. 2008).[28]
- 16 de febrer - Bucarest: Lucia Demetrius, actriu, traductora i poetessa romanesa (m. 1992).[29]
- 1 de març - Londres (Anglaterra): David Niven, actor anglès (m. 1983)[30]
- 5 de març - Aljustrel: Jacinta Marto, una dels tres vidents de Fàtima, Portugal (m. 1920).[31]
- 8 de març, Ciutat de Nova York, EUA: Claire Trevor, actriu estatunidenca.[32]
- 9 de març, West Chester, Pennsilvània: Samuel Barber, compositor nord-americà (m. 1981).[33]
- 23 de març, Tòquio (Japó): Akira Kurosawa, director de cinema japonès (m. 1998).[34]
- 25 de març, Saluzzo: Magda Olivero, soprano italiana considerada una de les més grans cantants de l'òpera verista (m. 2014).[35]
- 29 de març, Hartford, Connecticut: Anna Sokolow, va ser una ballarina i coreògrafa nord-americana (m. 2000).[36]
- 11 d'abril,- Estremoz, Portugal: António de Spínola, militar i polític portuguès, va ser el 15è president de la República Portuguesa.(m. 1996)[37]
- 26 d'abril, Xangai: Ruan Lingyu, actriu xinesa figura cabdal del cinema mut xinès dels anys 30.[38]
- 5 de maig, Amsterdam: Leo Lionni, dissenyador gràfic, pintor i il·lustrador i creador de llibres per a nens i nenes.[39]
- 8 de maig, Atlanta: Mary Lou Williams, pianista de jazz estatunidenca (m. 1981).[40]
- 12 de maig, El Caire, Egipte: Dorothy Crowfoot Hodgkin, química i professora universitària anglesa, guardonada amb el Premi Nobel de Química l'any 1964 (m. 1994).[41]
- 16 de maig, Sant Petersburg: Olga Bergholz, poetessa soviètica i russa, prosista, dramaturga (m. 1975).[42]
- 23 de maig, Nova York: Artie Shaw, clarinetista de jazz i director d'orquestra (m. 2004).[43]
- 31 de maig,- Granada (España): Luis Rosales Camacho, poeta i assagista espanyol de la generació del 36 (m. 1992).[44]
- 3 de juny - Nova York: Paulette Goddard, actriu estatunidenca (m. 1990).[45]
- 6 de juny, París: Hélène de Beauvoir, pintora francesa (m. 2001).[46]
- 8 de juny, Viña del Mar (Xile): María Luisa Bombal, escriptora xilena (m. 1980).[47]
- 11 de juny, Sent Andriu de Cubzac, França: Jacques-Yves Cousteau, oficial de la marina, oceanògraf i cineasta francès. Premi Internacional Catalunya 1991 (m. 1997).[48]
- 12 de juny, Florència, Regne d'Itàlia: Paolo Costoli, nedador i jugador de waterpolo italià (m. 1966).[49]
- 13 de juny, Ferrol, Galícia: Gonzalo Torrente Ballester, escriptor i periodista espanyol (m. 1999).
- 19 de juny, Sterling, Illinois, (EUA): Paul John Flory, químic estatunidenc, Premi Nobel de Química de l'any 1974 (m. 1985).[50]
- 29 de juny, Nova York, EUA: Frank Loesser, compositor nord-americà d'origen alemany (m. 1969).[51]
- 17 de juliol, Saint Louis (Missouri), Estats Units: Barbara O'Neil, actriu estatunidenca.[52]
- 27 de juliol, Saint -Florent-le-Vieil (França): Julien Gracq, novel·lista, poeta, assagista i dramaturg francès proper al surrealisme (m. 2007).[53]
- 31 de juliol, Hawthorn, Austràlia: Dora Lush, microbiòloga australiana (m. 1943).[54]
- 1 d'agost, Stuttgart, Alemanya: Gerda Taro, fotògrafa alemanya (m. 1937).[55]
- 4 d'agost, Samedan, Suïssa: Selina Chönz, autora suïssa de llibres infantils en romanx engiadinès (m. 2000).[56]
- 8 d'agost, Bronx, Nova York: Sylvia Sidney, actriu estatunidenca (m. 1999).[57]
- 18 d'agost, Santiago de Xile: Matilde Ladrón de Guevara, escriptora xilena (m. 2009).[58]
- 26 d'agost, Skopje, Macedònia del Nord, llavors Imperi Otomà: Teresa de Calcuta religiosa catòlica i Premi Nobel de la Pau de 1979 (m. 1997).[59]
- 28 d'agost, 's-Graveland, Països Baixos: Tjalling Koopmans, economista, Premi Nobel d'Economia de l'any 1975 (m. 1985).[60]
- 2 de setembre, París (França): Henri Rousseau, el Duaner, pintor francès d'estil naïf (n. 1844).[61]
- 24 de setembre, Tianjin, (Xina) Cao Yu (xinès tradicional: 曹禺, xinès simplificat: 曹禺), escriptor xinès (m. 1996).[62]
- 30 de setembre, Logronyo, La Rioja: Lola Rodríguez Aragón, soprano espanyola, mestra de grans cantants (m. 1984).[63]
- 10 d'octubre, Dengzhou, Henan (Xina): Yao Xueyin, escriptor xinès, Premi Mao Dun de Literatura de l'any 1982 (m. 1999).
- 19 d'octubre, Lahore, Raj Britànic: Subrahmanyan Chandrasekhar, físic i astrònom, Premi Nobel de Física de l'any 1983 (m. 1995).
- 27 d'octubre, Houston, Texas: Margaret Hutchinson Rousseau, enginyera química (m. 2000).[64]
- 7 de novembre, Buenos Aires: María Rosa Lida de Malkiel, filòloga i hispanista estatunidenca, jueva d'origen argentí (m.1962).[65]
- 11 de novembre, Buenos Aires: Raúl Kaplún, violinista, compositor i director d'orquestra alemany nacionalitzat argentí.
- 21 de novembre, Wuxi, Jiangsu (Xina): Qian Zhongshu, traductor, escriptor i intel·lectual xinès (m. 1998)[66]
- 1 de desembre, Hackney, Londres: Alicia Markova, ballarina, coreògrafa i professora de ballet del Regne Unit.[67]
- 4 de desembre,Chester, Pennsylvània (EUA), Alex North, compositor americà (m.1991).[68]
- 9 de desembre, París: Jean Genet, escriptor francès (m. 1986).[69]
- 22 de desembre, Matanzas, Cuba: Dora Alonso, escriptora i periodista cubana (m. 2001).[70]
- 29 de desembre, Willesden, Anglaterra: Ronald Coase, economista anglès, Premi Nobel d'Economia de l'any 1991 (m. 2013).

## Necrològiques
Països Catalans

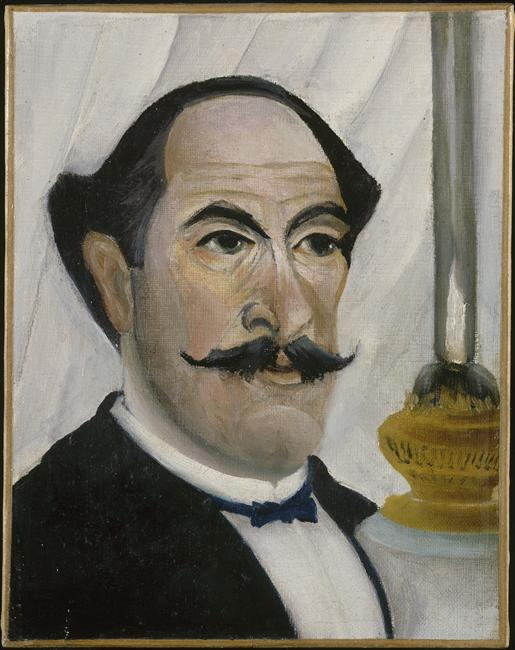
Autoretrat d'Henri Rousseau del (1902)

- 11 de gener, Barcelona: Adela Clemente i Ferran, actriu catalana (n. 1861).[71]
- 8 de febrer, Sabadell: Francesc Sallarès i Salt, escolapi català.
- 15 de febrer, Barcelona: Miquel Joarizti Lasarte, enginyer i fotògraf, fundador de la Societat Heliogràfica Espanyola.
- 14 d'abril, Madrid, Espanya: Emili Sala i Francés, pintor valencià (n. 1850).[72]
- 19 d'abril, Barcelona: Norbert Font i Sagué, geòleg, espeleòleg, naturalista i escriptor que introduí l'espeleologia a Catalunya (n. 1873).[73]
- 8 de maig,- Barcelona: Joan Coll i Pujol, advocat i polític català (n. 1842).[74]
- 16 de maig, Barcelona: Pere Borrell del Caso, pintor (n. 1835).[75]
- 6 de juny, Barcelona: Concepció Bordalba, soprano catalana (n. 1862).[76]

- 19 d'agost, Sabadell: Gabriel Batllevell i Tort, mestre d'obres català, pare de l'arquitecte modernista Juli Batllevell.
- 2 de novembre, Sant Joan de les Abadesses: Raimon Casellas i Dou, periodista, crític d'art, narrador modernista i col·leccionista català.

Resta del món
- 12 de gener, París: Léontine Lippmann, salonnière francesa, model literari de Proust i Anatole France (n.1844).[77]
- 21 de març, París (França): Gaspard-Félix Tournachon, conegut popularment amb el monònim Nadar, va ser un periodista, il·lustrador i caricaturista, però sobretot fotògraf francès (n. 1820)[34]

- 21 d'abril, Redding, Connecticut, EUA: Samuel Langhorne Clemens, conegut com a Mark Twain, escriptor estatunidenc (n. 1835).[78]
- 26 d'abril, París: Bjørnstjerne Bjørnson, escriptor noruec. Premi Nobel de Literatura de l'any 1903 (n. 1832).[79]
- 8 de maig, Perusa: Vittoria Aganoor, poeta italiana d'ascendència armènia (n. 1855).[80]
- 12 de maig, Londres (Anglaterra): Sir William Huggins, astrònom anglès conegut pels seus treballs pioners d'espectroscòpia astronòmica (n. 1824).[81]
- 18 de maig, París: Pauline Viardot, mezzosoprano francesa (n.1821).[82]
- 27 de maig, Baden-Baden, Imperi Alemany: Robert Koch, metge i microbiòleg alemany, Premi Nobel de Medicina o Fisiologia de 1905 (n. 1843).[83]
- 31 de maig, Hastings: Elizabeth Blackwell, la primera dona graduada en Medicina dels Estats Units (n. 1821).[84]
- 1 de juliol, Crimea: Marius Petipà, coreògraf, va ser el director del Ballet Imperial de Rússia (n. 1818).[85]
- 13 d'agost, Londres, Anglaterra: Florence Nightingale, pionera de la infermeria.[86]
- 16 d'agost, Varsòvia, Polònia: Zygmunt Gloger, historiador, arqueòleg, geògraf i etnògraf polonès.
- 2 de setembre, París: Henri Rousseau, pintor francès. (n. 1844).
- 16 de setembre, Grange-over-Sands: Augusta Mary Wakefield, cantant i compositora.
- 28 de setembre, Parísː Marie Pasteur, assistent científica de Louis Pasteur (n. 1826).[87]
- 30 d'octubre, Heiden, Suïssa: Jean Henri Dunant, home de negocis i activista amb iniciatives humanitàries, Premi Nobel de la Pau el 1901 (n. 1828).[88]